# Pressestatistik
Pressestatistik ist eine Disziplin innerhalb der Medienwissenschaften, die mit quantitativen Messwerten Zustand und Entwicklung von Medienmärkten beschreibt.
Relevante erhobene Größen sind dabei:
- Zeitungsdichte,
- Reichweite,
- Auflage,
- Vertriebsart und
- Verbreitungsgebiet